# Eucalyptus gunnii
Espèce
Classification phylogénétique
Répartition géographique
Synonymes
- Eucalyptus divaricata[2]
- Eucalyptus gunnii subsp. gunnii[3]
- Eucalyptus perriniana R.T.Baker & H.G.Sm.[3]
- Eucalyptus whittingehameii Landsb.[3]

Statut de conservation UICN

 EN A2c : En danger
Eucalyptus gunnii est une espèce de plantes à fleurs de la famille des Myrtaceae. C’est un eucalyptus rustique originaire de Tasmanie. Cet arbre est communément appelé Eucalyptus à feuilles rondes, Cider gum (Gommier cidre) en anglais ou Gommier de Gunn, et est utilisé, entre autres, pour parfumer de nombreux produits ménagers.

## Description
Cet eucalyptus à croissance très rapide (1 à 1,5 m par an les cinq premières années) peut atteindre 25 m de haut et 15 m de large. Son port est touffu, dressé puis étalé. L'écorce, lisse, vert blanchâtre, se détache tous les ans, en laissant apparaître la nouvelle écorce vert jaunâtre à grisâtre, parfois teintée de rose. Il forme souvent des troncs multiples.
Son beau feuillage bleu argenté est persistant toute l'année (sauf en cas de grands froids). Les jeunes feuilles aromatiques, vert grisé, presque rondes, s'allongent en vieillissant. Elles dégagent des huiles essentielles lorsqu’on les froisse ou qu’on les brûle.
Si le climat est assez chaud, il donne, en fin d'été et dès sa cinquième année, de nombreuses ombelles de 3 fleurs blanches à crème.
Les petits fruits en forme de cupules produisent les graines, où l’huile essentielle est très concentrée.

## Culture

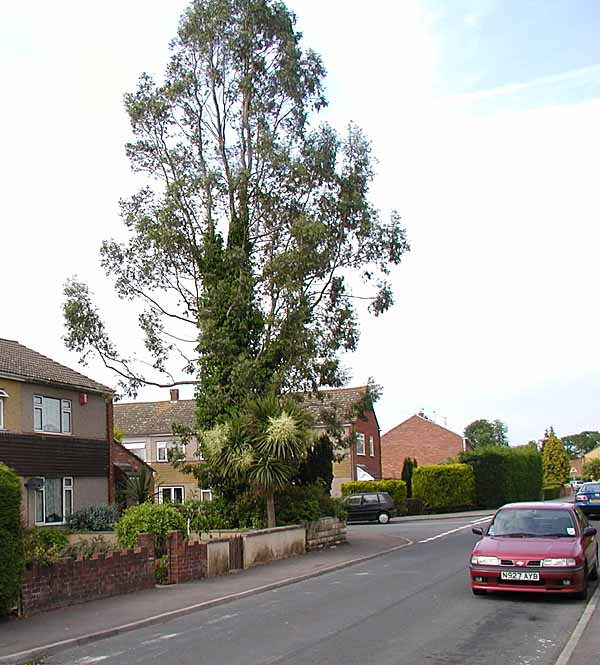
Compte tenu de sa croissance rapide, mieux vaut planter Eucalyptus gunnii à bonne distance des maisons.

Il pousse en plein soleil sur sols acides, bien alimentés en eau et fait partie des eucalyptus les plus rustiques avec Eucalyptus pauciflora et Eucalyptus parvula.
Certains croisements entre ces espèces tels que Eucalyptus gundal peuvent allier vitesse de croissance et résistance au froid.
Eucalyptus gunnii peut supporter des froids allant jusqu'à −18 °C une fois bien installé mais il est sensible aux fortes et rapides amplitudes thermiques et au vent froid et desséchant (dont on pourra éventuellement le protéger en hiver les premières années avec un voile d'hivernage sur le tronc et un épais paillage au sol). En cas de froid trop intense, on pourra le recéper pour bénéficier à nouveau de son beau feuillage juvénile.
Dans les régions venteuses, certains préfèrent tuteurer le temps que son système racinaire se développe pleinement, surtout les troisième et quatrième année, car les parties aériennes sont déjà bien développées, et le jeune système racinaire peut alors se révéler insuffisant en cas de forte tempête. Mais d'autres estiment que l'excès de protection du tuteurage empêche l'arbre de se créer un système racinaire assez puissant par lui-même. Une solution intermédiaire consiste à rabattre l'arbre à 2 m lors de sa troisième année pour limiter l'exposition au vent en attendant que le système racinaire soit plus important et donc plus adapté à une ramure plus imposante.
Il est possible de le tailler régulièrement pour le maintenir en arbuste touffu afin de mieux profiter de son beau feuillage juvénile.
Mieux vaut planter de jeunes plants car il supporte mal les transplantations. Se multiplie facilement par semis de graines fraîches. Le bouturage à l'étouffée est possible mais long à raciner.

## Utilisation
Eucalyptus gunnii est une plante mellifère, médicinale et aromatique. L'écorce est remarquable et appréciée des frelons pour construire leur nid. Ils peuvent aussi se nourrir de la sève sucrée en automne. Eucalyptus gunnii est également appelé Gommier cidre car les colons Tasmaniens ont essayé de faire de l'alcool, en faisant fermenter sa sève sucrée (mannose). Mais le résultat ne fut pas convaincant.
On peut utiliser cet eucalyptus pour assécher des zones marécageuses mais il prospère aussi en sol sec.
Les feuilles riches en huile essentielle très odorante, sont utilisées sous différentes formes (composition florale, infusion, teinture, huile…) pour traiter de nombreuses affections respiratoires, rhumatismes, migraines, fatigue et comme antiseptique.
Son bois blanc et dense est extrêmement prisé par les papetiers qui le mélangent aux autres fibres (on dit que sa fibre "dope" la pâte). Par contre son utilisation en bois d’œuvre est problématique du fait de sa nervosité. En Europe, l'eucalyptus traité en taillis à courte rotation (TCR - 8 à 10 ans sur les meilleures stations) est utilisable principalement en papeterie et parfois en bois d’œuvre. Il est très répandu en Espagne et au Portugal.

## Liste des sous-espèces et variétés
Selon Tropicos (19 janvier 2020) :
- sous-espèce Eucalyptus gunnii subsp. divaricata (McAulay & Brett) B.M.Potts
- sous-espèce Eucalyptus gunnii subsp. gunnii
- variété Eucalyptus gunnii var. acervula H. Deane & Maiden
- variété Eucalyptus gunnii var. elata (F. Muell. ex Miq.) Hook. f.
- variété Eucalyptus gunnii var. glauca H. Deane & Maiden
- variété Eucalyptus gunnii var. maculosa (R.T. Baker) Maiden
- variété Eucalyptus gunnii var. montana Hook. f.
- variété Eucalyptus gunnii var. ovata (Labill.) H. Deane & Maiden
- variété Eucalyptus gunnii var. rubida (H. Deane & Maiden) Maiden
- variété Eucalyptus gunnii var. undulata Rehder

## Étymologie
Son épithète spécifique, gunnii, lui a été donnée en l'honneur de Ronald Campbell Gunn (d) (1808-1881), botaniste et homme politique australien.